# 威廉·哈内曼
威廉·哈内曼（德語：Wilhelm Hahnemann，1914年4月14日—1991年8月23日），奥地利、德国男子足球运动员，场上位置是前锋。他曾代表德国参加1938年国际足联世界杯，结果止步十六强赛。